# Elected
«Elected» es una canción de Alice Cooper del álbum de 1973 Billion Dollar Babies. El sencillo alcanzó la ubicación #26 en las listas de éxitos estadounidenses durante la semana electoral, el puesto #4 en el Reino Unido y el #3 en Austria.

## Lista de canciones del sencillo
1. «Elected» - 4:05
2. «Luney Tune» - 3:36

## Personal
- Alice Cooper - voz
- Glen Buxton - guitarra
- Michael Bruce - guitarra
- Dennis Dunaway - bajo
- Neal Smith - batería